# Поттаватомі (округ, Оклахома)
Шаблон:StateAbbr_ 35°12′ пн. ш. 96°56′ зх. д. / 35.2° пн. ш. 96.94° зх. д.
Округ  Поттаватомі (англ. Pottawatomie County) — округ (графство) у штаті  Оклахома, США. Ідентифікатор округу 40125.

## Історія
Округ утворений 1891 року.

## Демографія
За даними перепису 
2000 року 
загальне населення округу становило 65521 осіб, зокрема міського населення було 31696, а сільського — 33825.
Серед мешканців округу чоловіків було 31640, а жінок — 33881. В окрузі було 24540 домогосподарств, 17730 родин, які мешкали в 27302 будинках.
Середній розмір родини становив 3,02.
Віковий розподіл населення поданий у таблиці:
| Стать    | До 15 років | 15-21 | 22-29 | 30-39 | 40-49 | 50-65 | 65-85 | Понад 85 |
| -------- | ----------- | ----- | ----- | ----- | ----- | ----- | ----- | -------- |
| Чоловіки | 7106        | 4219  | 3165  | 4169  | 4304  | 4943  | 3419  | 315      |
| Жінки    | 6701        | 3632  | 3437  | 4725  | 4757  | 5349  | 4438  | 842      |

## Суміжні округи
- Лінкольн — північ
- Окфаскі — північний схід
- Семінол — схід
- Понтоток — південний схід
- Макклейн — південний захід
- Клівленд — захід
- Оклахома — північний захід

## Виноски
1. ↑  U.S. Decennial Census. United States Census Bureau. Архів оригіналу за 12 травня 2015. Процитовано 22 лютого 2015.
2. ↑  Historical Census Browser. University of Virginia Library. Архів оригіналу за 11 серпня 2012. Процитовано 22 лютого 2015.
3. ↑  Forstall, Richard L., ред. (27 березня 1995). Population of Counties by Decennial Census: 1900 to 1990. United States Census Bureau. Архів оригіналу за 19 лютого 2015. Процитовано 22 лютого 2015.
4. ↑  Census 2000 PHC-T-4. Ranking Tables for Counties: 1990 and 2000 (PDF). United States Census Bureau. 2 квітня 2001. Архів оригіналу (PDF) за 18 грудня 2014. Процитовано 22 лютого 2015.
5. ↑  State & County QuickFacts. United States Census Bureau. Архів оригіналу за 17 липня 2011. Процитовано 12 листопада 2013.(англ.) Наведено за англійською вікіпедією.
6. ↑  American FactFinder. Бюро перепису населення США. Архів оригіналу за 26 лютого 2012. Процитовано 31 січня 2008.

| США | Це незавершена стаття з географії США. Ви можете допомогти проєкту, виправивши або дописавши її. |